# KN Весов
KN Весов (лат. KN Librae) — одиночная переменная звезда в созвездии Весов на расстоянии (вычисленном из значения параллакса) приблизительно 9397 световых лет (около 2881 парсека) от Солнца. Видимая звёздная величина звезды — от +13,5m до +12,9m.

## Характеристики
KN Весов — пульсирующая переменная звезда типа RR Лиры (RRC).